# Lecarrow
Lecarrow (irisch An Leithcheathrú, dt. „das Halbviertel“) ist ein Ort in der Grafschaft Roscommon der Republik Irland.

## Geografie
Lecarrow liegt nahe dem geografischen Mittelpunkt der irischen Insel an der Nationalstraße N61. Die nächstgelegenen Städte sind Roscommon (15 km nordwestlich) und Athlone (17 km südöstlich). Nach dem Census von 2002 hatte der Ort 266 Einwohner.

## Ortsbild und Infrastruktur

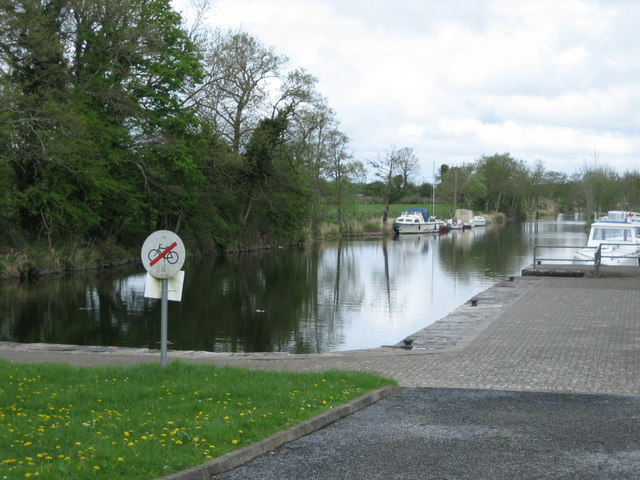
Lecarrow Harbour

Der schiffbare Lecarrow Canal verbindet mit einer Länge von 1,5 km das Dorf mit dem Lough Ree, dem zweitgrößten See im Lauf des Shannon. Der Kanal und die Marina Lecarrow Harbour haben heute keine industriewirtschaftliche Bedeutung mehr; sie werden jedoch durch den Bootstourismus genutzt. Lecarrow Harbour wird im National Inventory of Architectural Heritage der Republik Irland als architektonisches Erbe von technischem Interesse geführt.
Lecarrow ist Standort einer Water-Wag-Werft. Die meisten Bewohner des Ortes gehen ihrem Erwerb jedoch hauptsächlich in Athlone oder Roscommon nach.

## Sehenswürdigkeiten

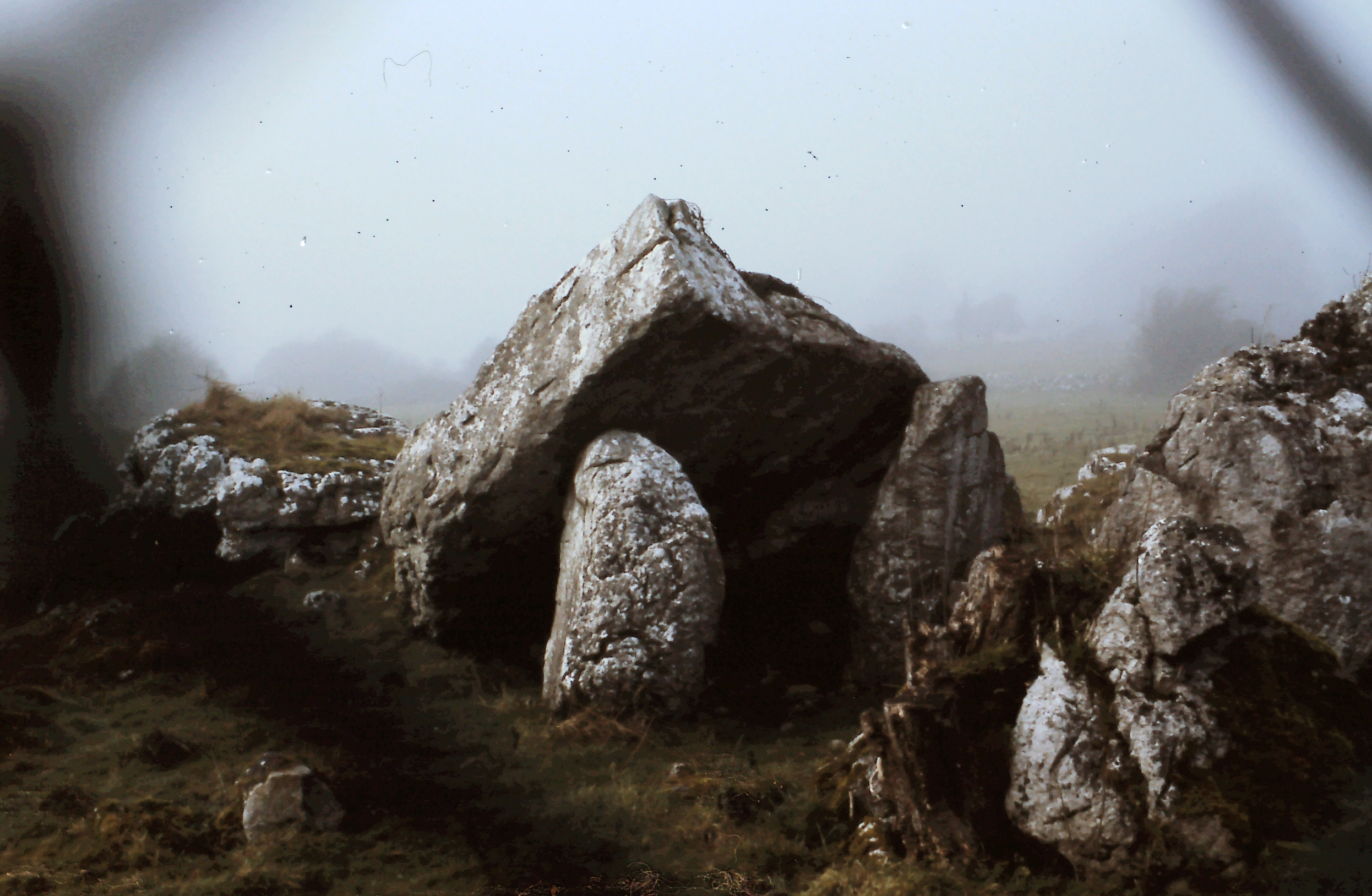
Portal Tomb von Knockanyconor

- Knockanyconor, Megalithanlage vom Typ eines Portal Tombs.

## Persönlichkeiten
- James Furey (1926–2020), Bootskonstrukteur